# Paragem de Azinheira
A Paragem de Azinheira foi uma plataforma ferroviária do Ramal do Seixal, que servia a zona de Azinheira, no município do Seixal, em Portugal.

## História
O Ramal do Seixal abriu à exploração ao serviço em 29 de Julho de 1923, unindo o Lavradio ao Seixal.
Em 20 de Junho de 1941, a Companhia dos Caminhos de Ferro Portugueses alterou os horários dos comboios tranvias do Barreiro-A ao Seixal, incluindo quatro serviços que deviam parar na Azinheira quando existissem passageiros a desembarcar ou embarcar.
O ramal do Seixal foi oficialmente desclassificado em 27 de Março de 1969.